# Piazza Hviezdoslav

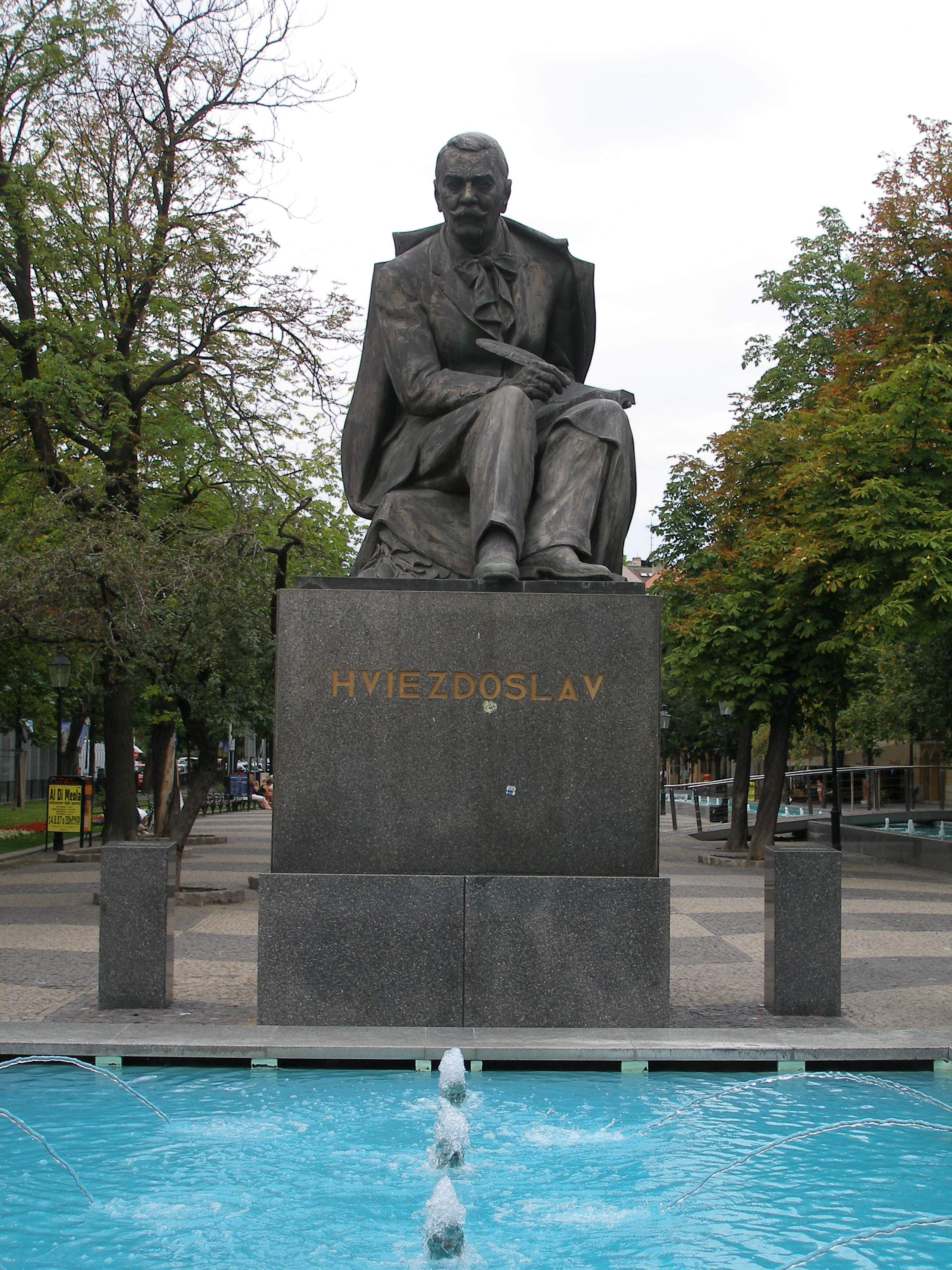
Statua di Hviezdoslav

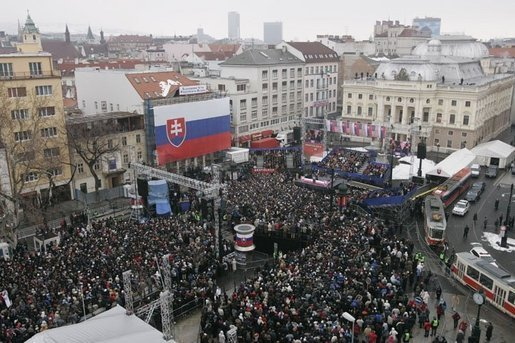
Il presidente George W. Bush e il primo ministro slovacco Mikuláš Dzurinda accolti da una folla di migliaia di persone a Bratislava in piazza Hviezdoslav.

Piazza Hviezdoslav (in slovacco Hviezdoslavovo námestie) è una delle più note piazze di Bratislava. Si trova nella città Vecchia, tra il ponte Nuovo e il Teatro Nazionale Slovacco.
La piazza ha preso il nome da Pavol Országh Hviezdoslav.

## Storia
Il nome della piazza era ambiato molte volte in precedenza: (in ungherese Kossuth Lajos tér-in tedesco Kossuth Lajos platz, in ungherese Radetzky tér-in tedesco Radetzky platz, in ungherese Séta tér-in tedesco Promenade)
Questa piazza esistette nel Regno di Ungheria per 1000 anni. Molte delle case medievali erano costruite qui. Nella zona nord della piazza c'erano le cade dei Kőszeghy, Eszterházy, Széchen, Stáhl, Záborszky, Pálffy, Sulkovszky Maldeghem, Malatinszky, Werner, e a sud quelle dei Spineger, Gervay, Löw-Palugyay, Kozics, Wigand, Adler, Pollák e Sprinzl. Gli edifici più rilevanti sono il chiostro di Notre Dame e l'odierno Teatro Nazionale Slovacco che si trova nella zona orientale della piazza. In precedenza i nobili più importanti mandavano le loro figlie ad imparare nel chiostro, per esempio i Pálffy, Forgách, Harrach e Lichtenstein.
Il 17 marzo 1848, il leader nazionale ungherese, Lajos Kossuth, dal balcone dell'Hotel Zöldfa (letteralmente: foresta) proclamò: "l'Ungheria rinata" al popolo raccolto nella piazza, dopo che Ferdinando V aveva firmato le leggi di marzo nella sala degli Specchi del palazzo Primaziale. La prima scuola di scherma ungherese svolgeva gli allenamenti in questa piazza. Lajos Kossuth, Francesco Giuseppe, Albert Einstein e Alfred Nobel alloggiarono in questo hotel. Oggi è l'Hotel Carlton.
Nel 1911 venne eretta sulla piazza una scultura di Sándor Petőfi, di fronte al Teatro Nazionale. Venne attaccato senza successo, con la dinamite, dopo che l'esercito cecoslovacco occupò la città nel 1918. Successivamente la scultura venne rimossa.
La piazza è stata ristrutturata alla fine del XX secolo. Prima della ricostruzione, sembrava un piccolo parco cittadino; ora sembra un luogo di passeggio.
Il 24 febbraio 2005, il presidente degli Stati Uniti d'America, George W. Bush pronunciò un discorso in piazza Hviezdoslav, nel corso della sua visita a Bratislava in occasione dell'incontro con il presidente della Russia, Vladimir Putin.

## Configurazione della piazza
La piazza è una zona pedonale con molto verde, con un podio al centro usato per eventi culturali e due fontane gemelle disposte simmetricamente nella piazza. Vicino al teatro c'è la statua di Hviezdoslav.

## Edifici importanti

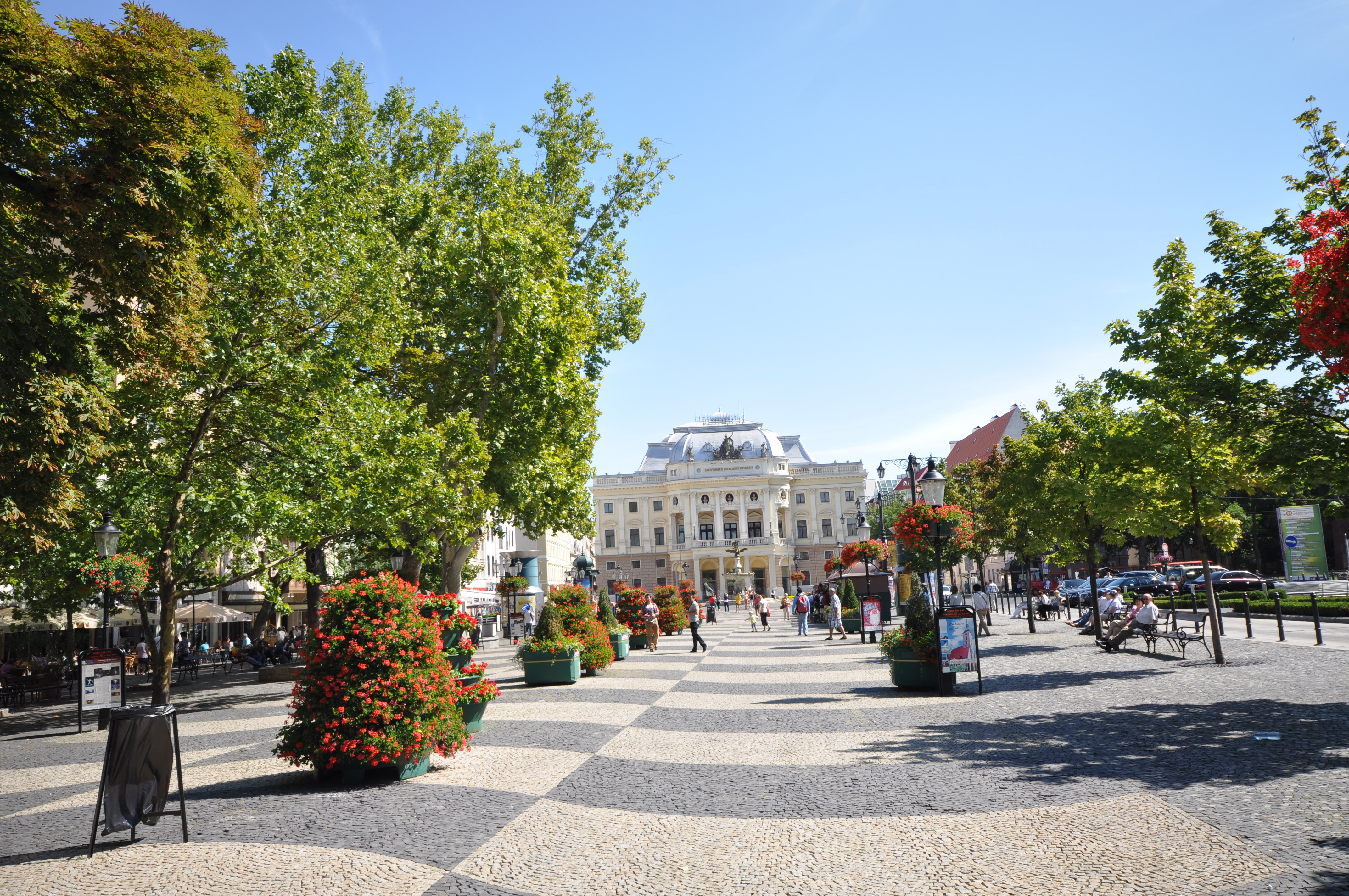
Sullo sfondo, l'edificio del Teatro Nazionale Slovacco (opera)

L'edificio più noto e il Teatro Nazionale Slovacco (opera). Sul lato meridionale c'è il Radisson Blu Carlton Hotel, oltre che le ambasciate di Germania e Stati Uniti d'America. Sul lato settentrionale ci sono molti bar e ristoranti.